# Emilio Carballido
Emilio Carballido (* 22. Mai 1925 in Orizaba, Veracruz; † 11. Februar 2008 in Xalapa, Veracruz) war ein mexikanischer Dramatiker und Drehbuchautor. 
Er galt als bedeutendster Autor des zeitgenössischen mexikanischen Theaters im 20. Jahrhundert. Carballido gab die Anthologie-Reihe Teatro joven de México heraus und arbeitete unter anderem an der Escuela de Arte Teatral del Instituto Nacional de Bellas Artes in Mexiko-Stadt. Außerdem verfasste er über 20 Drehbücher. Er gehörte der Academia de Artes in Mexiko-Stadt an. 2002 wurde ihm der Ehrenfilmpreis Ariel de Oro für sein Lebenswerk verliehen.

## Ins Deutsche übersetzte Stücke
- Medusa. 1965 (span. Medusa)
- Foto am Strand. 1984 (span. Fotografía en la playa)